# 1971 en littérature
| Années de la littérature : 1968 - 1969 - 1970 - 1971 - 1972 - 1973 - 1974    |
| Décennies de la littérature : 1940 - 1950 - 1960 - 1970 - 1980 - 1990 - 2000 |

Cet article présente les faits marquants de l'année 1971 en littérature.

## Évènements
- 4 juillet - Michael Hart publie le premier livre numérique, une copie de la Déclaration d'Indépendance des États-Unis sur l'ordinateur central de l'Université de l'Illinois à Urbana-Champaign, ce qui est à l'origine du projet Gutenberg[1].
- La romancière Agatha Christie est élevée au rang de commandeur dans l'Ordre de l'Empire britannique.
- René Bonenfant et Célyne Fortin fondent les Éditions du Noroît, maison d'édition de poésie et d'essais francophones, à Montréal, au Québec.

## Parutions

### Bandes dessinées
1. Serge Dalens, La Mort d’Éric, éd. Alsatia, coll. Safari signe de piste.
2. Album spirou n° 121 : du n° 1721 (8 avril 1971) au n° 1733 (1er juillet 1971), éd. Dupuis.

### Biographies, souvenirs, récits et correspondances
1. Pascal Jardin, La guerre à neuf ans, préface d'Emmanuel Berl, éd. Grasset, 198 pages.
2. Groucho Marx, Correspondance, Éditions Champ libre.
3. Paul Werrie, Thérèse d'Avila, éd. Mercure de France.
4. Bernard Lesueur, préface Alain Decaux, Le Vrai Mandrin.

### Autobiographies
1. Anonyme : L'Herbe bleue. Journal d'une jeune droguée de 15 ans sur sa descente aux enfers et sur les ravages du haschich.
2. Ernst Jünger, Voyage atlantique. Journal de voyage, traduit par Yves de Châteaubriant, éd. La Table Ronde, 239 pages.
3. Rampa Lobsang, Le troisième œil, autobiographie d'un lama tibétain, traduit par Jacques Legris, éd. J'ai lu, 369 pages.
4. Eddy Merckx avec Marc Jeuniau, Mes carnets de route, éd. Albin Michel.
5. Louise Weiss, Mémoires d'une européenne. Le Sacrifice du Chevalier. 9 septembre 1939 - 9 juin 1940, éd. Albin Michel, 318 pages.

### Essais

#### Esthétique
1. Georges Muchery, Magie astrale des parfums, éd. Le Chariot, 198 pages.
2. John Sanders, L’Annuaire photographique international, 1971, éd. Foutain Press.
3. Reinhold Hohl, Alberto Giacometti, éd. Gerd Hatje (Stuttgart).
4. Beryl B. Hutchinson, La main, reflet du destin, éd. Payot, coll. Aux confins de la science, 293 pages.

#### Histoire
1. Adalbert G. Hamman (québécois) : La vie quotidienne des premiers chrétiens, éd. Hachette, 300 pages.
2. Hammond Innes, préface de Miguel Angel Asturias, Les Conquistadores, éd. Elzévir Séquoia, coll. Les Aventuriers de l'histoire, 331 pages. 600 hommes, 16 chevaux à l'assaut d'un continent.
3. Claude Mauriac, Un autre De Gaulle. Journal 1944-1954, éd. Tallandier / Le Cercle du Nouveau Livre d'Histoire, 408 pages.
4. Wilfried Strik-Strikfedt, Contre Staline et Hitler. Le Général Vlassov et le Mouvement de Libération Russe, éd. Presses de la cité.
5. collectif (général V. N. Giap, Bui Lam, Le Van Luong, Hoang Quoc Viet, N. Luong Bang) : Récits de la résistance vietnamienne (1925-1945), textes réunis par L. Puiseux. éd. Maspero / Petite Collection, 188 pages.

#### Politique
1. Philippe Carles et Jean-Louis Comolli, Free jazz/Black power, Champ libre.
2. Karl Korsch, Karl Marx, postface de Paul Mattick, Éditions Champ libre.
3. Gustavo Gutíerrez (péruvien) : Teología de la liberación.
4. J. Maquet : Pouvoir et société en Afrique, éd. Hachette / L'Univers des connaissances, 256 pages.
5. Jacques Soustelle, Vingt-huit ans de gaullisme (nouvelle édition-postface inédite de 1971), éd. J'ai lu poche.
6. Stolypine, La Mongolie entre Moscou et Pékin, éd. Stock, 238 pages.
7. Marcien Towa, Léopold Sédar Senghor, Négritude ou Servitude ?.
8. Mao Tsé-Toung, Cinq Essais philosophiques, éditions de Pékin (Imprimé en Chine), 298 pages.
9. collectif C.E.R.M. : 100 ans après la Commune : problèmes de la révolution socialiste en France (semaine de la pensée marrxiste 22-29 avril 1971), Éditions Sociales.

#### Géographie
1. J. et P. Villeminot : Australie, terre de fortune, éd. Laffont, 247 pages.

#### Santé
1. Roger Darquenne (belge) : L'obstétrique aux XVIIIe et XIXe siècles, éditions universitaires (Mons), 129 pages.
2. Roger-Henri Guerrand, La Libre maternité, éd. Casterman poche, coll. VIA (Vie affective et sexuelle), 164 pages.
3. André Petibon, Radiesthésie médicale - guérisseurs d'hier et d'aujourd'hui, éd. Dereume (Bruxelles), 320 pages.

#### Psychologie et psychiatrie
1. Wilhelm Reich, Le Meurtre du Christ, Éditions Champ libre.
2. Harold Heyward et Mireille Vargas, Une antipsychiatrie ? La folie en questions, éditions universitaires / Psychothèque.
3. Donald Winnicott (psychanalyste britannique) :  Jeu et Réalité : l'espace potentiel.
4. M. Berteux : Guide pratique de la graphologie, éd. Europa.

#### Sociologie
1. Claude Abastado, Introduction au surréalisme, éd. Bordas, 258 pages.
2. Georges Lapassade et René Lourau, Clefs pour la sociologie, éd. Seghers, coll Clefs.
3. Jean Mauduit, La Révolte des femmes, éd. Fayard.
4. Le Merveilleux. Deuxième colloque sur les religions populaires, éd. Les Presses de l'Université de Laval, Histoire et sociologie de la culture.

#### Ésotérisme et occultisme
1. Jean-Michel Angebert, Hitler et la tradition cathare, éd. Laffont, coll. Les énigmes de l'univers, 330 pages.
2. Thomas Andrew, Les Secrets de l'Atlantide, éd. Robert Laffont / Les Énigmes de l'univers, 202 pages.
3. Jean-Pierre Bayard et Pierre Montloin, Les Rose-Croix ou le complot des Sages, 288 pages.
4. Robert Charroux, Le Guide des mondes oubliés, éd. Robert Laffont.
5. Frank Edwards, Les Soucoupes volantes, affaire sérieuse, traduit par Nicolas Seitert, éd. Robert Laffont / Les Énigmes de l'univers, 280 pages.
6. Serge Hutin, Histoire des Rose-Croix, éd. Le Courrier du livre, 126 pages.
7. Jean Mazel, Mystérieux archipel du Tiki, éd. Robert Laffont / Bibliothèque des énigmes, 287 pages.
8. Francis Mazière, Énigmes du Maroc, éd. Robert Laffont / Bibliothèque des énigmes.
9. Viviana Pâques, Les sciences occultes d'après les documents littéraires italiens du XVIe siècle, éd. Institut ethnologique de Paris, 220 pages.
10. Simone de Tervagne, Les exploratrices de l'invisible révèlent, éd. de Trévise, 379 pages.
11. Erich von Däniken, Présence des extraterrestres, éd. Robert Laffont.
12. Simone Waisbard, Tiahuanaco, 10.000 ans d'énigmes incas, éd. Robert Laffont / Les Énigmes de l'univers, 352 pages.
13. Gilette Ziegler, Nicolas Flamel ou le secret du grant œuvre, éd. Grasset.

### Poésie
1. Guillaume Apollinaire (1880-1918) : Calligrammes, éd. Gallimard Poésie.
2. collectif : Les Poèmes, année 1971, éd. Seghers.

### Romans et nouvelles

#### Auteurs francophones
- Jean-Louis Curtis, Le Roseau pensant, éd. Julliard.
- André Malraux, Les Chênes qu'on abat..., éd. Gallimard
- Antonine Maillet, La Sagouine.
- Voldemar Lestienne, Furioso, éd. Fayard, 468 pages.
- Henri Vincenot, Robert le boulanger, éd. Nathan.
- Roger Zelazny, Le Maître des ombres.
- Frédéric Dard, N'en jetez plus !.

#### Romans traduits
- Heinrich Böll, Portrait de groupe avec dame (Gruppenbild mit Dame).
- Il contesto (it) de Leonardo Sciascia (Einaudi), adapté au cinéma par Francesco Rosi en 1976 sous le titre Cadaveri eccellenti (Cadavres exquis)

#### Littérature
- F. Curciani : Marcel Proust, éd. Pages Charron, coll. Les Géants, 134 pages.
- J. Huas : Les Femmes chez Proust, éd. Hachette.

#### Livres pour adolescents
- Enid Blyton, Le Club des Cinq: Les Cinq sont les plus forts, illustré par Jean Sidobre, traduit par Claude Voilier, éd. Hachette, coll. Nouvelle bibliothèque rose..
- collectif d'auteurs adolescents : Qui t'invite et qui t'aime : Les jeunes écrivent pour les jeunes, illustré par Jacques Pecnard, éd. Hachette / Bibliothèque verte

## Prix littéraires
- Prix des Ambassadeurs : Jean Orieux, pour Talleyrand, ou le sphinx incompris (Flammarion)
- Prix des libraires : Anne Hébert, pour Kamouraska (Le Seuil, 1970)

## Principales naissances
- 2 juin : Nicolas Le Golvan, écrivain français.
- 27 juillet : Julieta Valero, poétesse espagnole.
- Date inconnue :
  - Ibrahim Al Jabin, journaliste, romancier et poète syrien.
  - Mariano Peyrou, poète et traducteur espagnol.
  - Cheon Un-yeong, écrivain sud-coréenne.
  - Nicolas Rozier, écrivain et peintre français.
  - Ousmane Ndiaye, écrivain et journaliste sénégalais.

## Principaux décès
- 10 mars : Jean Follain, écrivain et poète français (° 29 août 1903).
- 4 juin : György Lukács, philosophe hongrois (° 13 avril 1885).
- 26 septembre : Nicolas Baudy, écrivain et journaliste français (° 26 septembre 1904).
- Date exacte inconnue
  - Gioacchino Volpe, historien italien (° 1876).